# Elyasa Süme
Abdullah Elyasa Süme (* 13. August 1983 in Wesel) ist ein türkischer Fußballspieler, der für Gaziantepspor spielt.

## Karriere

### Verein
Süme begann seine professionelle Karriere 2002 bei KFC Uerdingen 05. Uerdingen verlieh ihn damals für eine Saison an Rhenania Alsdorf. Nach einem weiteren Jahr in Uerdingen wechselte Süme zum türkischen Erstligisten Samsunspor.
Bei Samsunspor spielte er eineinhalb Jahre, wechselte jedoch in der Winterpause der Saison 2005/06 zu Diyarbakırspor, stieg jedoch als Tabellenletzter mit dem Klub ab. Für die Diyarbakırspor absolvierte Elyasa gute Spiele und machte so auf sich aufmerksam.
Nach einem Jahr Zweitklassigkeit und dem verpassten Wiederaufstieg kehrte Süme zurück in die Turkcell Süper Lig und spielte für MKE Ankaragücü.
Nach drei Spielzeiten wechselte er ablösefrei zum Ligakonkurrenten Gaziantepspor.
Mit dem Auslaufen seines Vertrages zum Sommer 2012 wechselte er ablösefrei zum Süper-Lig-Aufsteiger Kasımpaşa Istanbul. Nach zwei Jahren bei Kasımpaşa wechselte er im Sommer 2014 wieder zurück zu seinem alten Verein Gaziantepspor.

### Nationalmannschaft
Elyasa Süme spielte am 17. Februar 2004 gegen Dänemark einmal für die türkische U-21-Nationalmannschaft.

## Erfolge
Mit Gaziantepspor
- Spor Toto Pokal: 2012